# سي إم تي (قناة تلفزيونية أمريكية)
سي إم تي (بالإنجليزية: CMT، اختصار إلى «تلفزيون موسيقى الكانتري» (Country Music Television)) هي قناة تلفزيونية كبلية أمريكية مملوكة لشبكات فاياكوم سي بي إس الإعلامية المحلية، وهي قسم من فاياكوم سي بي إس. تم إطلاق قناة سي إم تي في 5 مارس 1983 باسم تلفزيون موسيقى الكانتري، وكانت أول قناة متاحة على الصعيد الوطني مخصصة لموسيقى الكانتري ومقاطع فيديو موسيقى الكانتري، بالإضافة إلى عرض البرامج أيضًا بما في ذلك الحفلات الموسيقية والعروض الخاصة والسير الذاتية لنجوم موسيقى الكانتري. مع مرور الوقت، توسعت برمجة الشبكة لتشمل برامج أسلوب الحياة الواقعي مع تقليل تركيزها على عرض مقاطع فيديو موسيقى الكانتري.
اعتبارًا من يناير 2018، يتلقى حوالي 92 مليون منزل أمريكي (أو 76.9٪ من الأسر حسب تقدير نيلسن المقدر بـ 119.2 مليون أسرة) قناة سي إم تي.
يقع مقر القناة في ون أستور بلازا في مدينة نيويورك، ولها مكاتب إضافية في ناشفيل، تينيسي.

## وصلات خارجية
http://www.cmt.com/